# نینا گاوریلیوک
نینا گاوریلیوک (به روسی: Ни́на Гаврылю́к - Nina Gavrilyuk) ورزشکار زن رشتهٔ اسکی صحرانوردی اهل کشور روسیه است. وی در بین سال‌های ‎۱۹۸۸ تا ۱۹۹۸ میلادی در مسابقات بازی‌های المپیک زمستانی در مجموع ۴ مدال، شامل ۳ مدال طلا و ۱ برنز را کسب کرد.